# Payen II de Haifa
Payen II (en latín: Paganus Cayphæ dominus; antes de 1150-antes de octubre de 1198) fue el señor de Haifa en el reino de Jerusalén.
Era el hijo de Viviano de Haifa, y su esposa Beatriz. Se casó hacia 1165 con Hodierna, hija de Joscelin Pisellus. Con ella tuvo dos hijos:
- Rohard II (fallecido hacia 1244), señor de Haifa.
- Reinaldo (fallecido en 1232), chambelán del reino de Jerusalén.

En 1165, junto con sus padres y su esposa, hizo una donación a la Iglesia del Santo Sepulcro. A la muerte de su padre, lo sucede como señor de Haifa y es mencionado como tal desde el 1 de junio de 1185 en un documento del rey Balduino V de Jerusalén.
Haifa fue conquistada en julio de 1187 por los ayubís bajo Saladino y este manda a demoler el castillo cruzado. Payen huyó a Tiro, que todavía estaba en poder cristiano bajo Conrado de Montferrato. Alrededor de 1190, la ciudad de Haifa regresa al control cruzado. Durante la Tercera Cruzada y la conquista de Acre en 1191, Payen estuvo entre los seguidores de Conrado. Al final de la Tercera Cruzada, cuando Ricardo I de Inglaterra partió a Europa, el señorío de Haifa es reconstituido en octubre de 1192 por el rey Enrique I de Jerusalén y devuelto de nuevo a Payen.
La fecha de la muerte de su muerte es desconocida, pero en octubre de 1198 su hijo Rohard es mencionado como el nuevo señor de Haifa.